# 恋する気持ち/YES
『恋する気持ち/YES』（こいするきもち / イエス）は、日本の音楽ユニット・mihimaru GTの7作目のシングル。

## 概要
- 前作『Love is...』から約2か月で発売された、アルバム『mihimalife』からの先行シングル。両A面シングルでの発売は『H.P.S.J.-mihimaru Ball MIX-/So Merry Christmas』以来3作ぶりとなった。
- 「恋する気持ち」は黒木瞳主演のテレビドラマ『恋の時間』の主題歌に使用され[1]、mihimaru GT初のドラマタイアップとなった。
- シングル発売に伴い、「YES」を結婚式の二次会で披露する「Happy Weddingキャンペーン」が実施された[2]。
- 初回限定盤と通常盤の2形態で発売され、初回限定盤には特典として表題2曲目のミュージック・ビデオを収録したDVDが同梱された。

## 収録曲
1. 恋する気持ち [5:19]
作詞：Satomi & Rie
作曲：Rie
編曲：安部潤
コーラスアレンジ：鈴木ヒロト
初めてメンバーが携わらず制作され、ラップのない楽曲となっている。
2. YES [4:10]
作詞：hiroko & mitsuyuki miyake
作曲：mitsuyuki miyake
編曲：mitsuyuki miyake & 下野ヒトシ
フェリックス・メンデルスゾーンの「結婚行進曲」をサンプリングされており[3]、メンバーの知人の結婚をきっかけに制作された[2]。
3. 恋する気持ち (Instrumental) [5:19]
作曲：Rie
編曲：安部潤
コーラスアレンジ：鈴木ヒロト
1曲目のインストゥルメンタル。
4. YES (Instrumental) [4:06]
作曲：mitsuyuki miyake
編曲：mitsuyuki miyake & 下野ヒトシ
2曲目のインストゥルメンタル。

## 参加ミュージシャン
mihimaru GT
- hiroko：Vocals & Rap
- mitsuyuki miyake：Vocals & Rap & Programming、Directed (#1,3)

Additional Musician
- 安部潤：Programming & Piano & Keyboards (#1,3)
- 下野ヒトシ：Programming & Keyboards (#2,4)
- 養父貴：Guitars (#1,3)
- 黒田晃年：Guitars (#2,4)
- DJ MINORU：Turntable (#2,4)
- Rush Strings：Strings (#1.3)
  - 加藤高志：Violin
  - 岩村聡弘：Violin
  - 加藤亜紀子：Violin
  - 押鐘貴之：Violin
- 金原千恵子ストリングス：Strings (#2,4)
  - 金原千恵子：Violin
  - 栄田嘉彦：Violin
  - 桐山なぎさ：Violin
  - 藤家泉子：Violin
  - 村田幸謙：Violin
  - 矢野晴子：Violin
  - 大林典代：Violin
  - 岩戸有紀子：Violin
  - 徳永友美：Violin
  - 大久保祐子：Violin
  - 古川原裕仁：Viola
  - 渡部安見子：Viola
  - 大沼幸江：Viola
  - 徳高真奈美：Viola
  - 堀沢真己：Cello
  - 笠原あやの：Cello

## タイアップ
- TBS系列日曜劇場『恋の時間』主題歌 (#1)

## 楽曲の収録アルバム
- mihimalife (#1,2)
- THE BEST of mihimaru GT (#1,2)
- The Best Selection of ASIA (#1)
- mihimaballads (#1,2)
- 10th Anniversary BEST 2003-2013 (#1)
- THE SINGLE of mihimaru GT (#1,2)